# Piano Song
Piano Song ist ein Jazzalbum des Matthew Shipp Trio mit Michael Bisio und Newman Taylor Baker. Die 2016 in den Park West Studios in Brooklyn entstandenen Aufnahmen erschienen am 27. Januar 2017 auf Thirsty Ear.

## Hintergrund
In der zweiten Jahreshälfte 2016 wurde eine Reihe von Alben mit Matthew Shipp veröffentlicht, darunter The Uppercut (ESP-Disk) mit dem polnischen Holzbläser Mat Walerian, Live in Sant’ Anna Arresi (AUM Fidelity), eine Duo-Aufnahme von 2004 mit dem verstorbenen David S. Ware, dem Duo mit Bobby Kapp (Cactus, Northern-Spy Records) und The Core Trio Live (Evil Rabbit Records), die ein breit gefächertes Musikspektrum repräsentieren, so Karl Ackermann.
Zu Shipps Trio gehört der Bassist Michael Bisio, der seit Art of the Improviser (Thirsty Ear, 2011) regelmäßig mit Shipp zusammenarbeitet. Schlagzeuger Newman Taylor Baker schloss sich Shipps Trio bei den Aufnahmen zu The Conduct of Jazz (Thirsty Ear, 2015) an und hat den langjährigen Schlagzeuger Whit Dickey ersetzt.
Piano Song war die letzte Veröffentlichung des Pianisten für das Label Thirsty Ear. Nachdem der Pianist Matthew Shipp in den letzten drei Jahrzehnten an mindestens 50 Alben mitgewirkt hatte, kündigte er an, dass Piano Song wahrscheinlich seine letzte Aufnahme gewesen sei, was sich jedoch nicht bewahrheitete. Im Mai 2017 – nach einem Aufnahmemarathon mit Ivo Perelman, bei dem ein Duoalben mit sieben CDs entstand (The Art of Perelman-Shipp ) – nahm er schließlich das Soloalbum Zero auf.

## Titelliste
- Matthew Shipp Trio: Piano Song (Thirsty Ear – THI57212.2)[4]
  1. Links, 1:48
  2. Cosmopolitan, 7:31
  3. Blue Desert, 4:36
  4. Silence Of, 5:31
  5. Flying Carpet, 5:53
  6. Scrambled Brain, 5:33
  7. Microwave, 4:03
  8. Mind Space, 4:47
  9. Void of Sea, 3:34
  10. The Nature Of, 5:15
  11. Gravity Point, 5:26
  12. Piano Song, 4:31

## Rezeption
Nach Ansicht von Troy Collins, der das Album in All About Jazz rezensierte, hat sich Matthew Shipp in den letzten drei Jahrzehnten „eine unverwechselbare Vision mit einem sofort erkennbaren Klangbild bewahrt.“ Für den Autor ist Piano Song das bislang zugänglichste Angebot in Shipps umfangreicher Diskographie; es offeriere unvergessliche Melodien und ansteckende Rhythmen. Shipp und seine Sidemen würden konventionelle Melodien, Harmonien und Rhythmen in ihr dynamisch fließendes Zusammenspiel integrieren und bieten dabei eine einzigartige Interpretation der ehrwürdigen Tradition des Klaviertrios im Jazz. Piano Song vermeide die stereotypen formalen Einschränkungen sowohl des Mainstreams als auch der Avantgarde und kann als einer der schönsten Momente in Shipps umfangreichem Œuvre gelten.
Ebenfalls in All About Jazz schrieb Karl Ackermann, in Piano Song gehe Shipp auf Elemente ein, die bei einer Reihe seiner früheren Projekte zu Hause gewesen sein könnten, was aber nicht heiße, dass das hier vorgestellte Material keine Konsistenz aufweise. In den letzten drei Jahrzehnten habe Shipp in seinen zahlreichen Projekten „die Tyrannei der Konvention vermieden“ und eine übernatürliche Fähigkeit entwickelt, den Fokus auf verschiedene Stile zu richten, so Ackermann. Shipp scheine vorgefasste Vorstellungen von kreativer Musik als willkürliche Maßstäbe zu betrachten; sein Abspringen deute auf eine eher eklektische Denkweise. Mit Piano Song sei Shipp in seiner einzigartigen Vision unbeugsam geblieben.
Marc Masters schrieb in Pitchfork, hinter Piano Song stehe kein explizites Leitmotiv; es sei einfach starker, wohlüberlegter Jazz, wobei Shipp auf dem Klavier einen wohldurchdachten Dialog mit dem Bassisten Michael Bisio und dem Schlagzeuger Newman Taylor Baker führe. Tatsächlich sei das Trio so angenehm im Austausch, dass man leicht übersehen könnte, wie viel Territorium es abdecke, so der Autor. Sein Stil sei von Natur aus so vielfältig und explorativ, dass er fast nicht in der Lage sei, beim Musizieren sich im Klang zu beschränke. Selbst wenn er sich an ein bestimmtes Thema oder Format halte, würde schließlich seine gesamte Palette an stilistischen Mitteln eingesetzt.
Nach Ansicht von John Garratt (Pop Matters) ist Shipps Herangehensweise an das Format des Piano-Trios weniger melodisch als vielmehr orchestral; der Pianist ziehe Melodien aus dicken, dichten Harmonien heraus. Bisio und Baker für dieses Unternehmen dabei zu haben, stumpfe diesen Ansatz nicht ab. Es sei verlockend, so Garratt in seinem Resümée, dies so zusammenzufassen, indem man sagt, dass Matthew Shipp die einzelnen Songs als Paradox einkapsele, aber das sei nicht ganz richtig. „Es ist nichts weiter als ein Beethoven-Zitat in Aktion: Die Kunst verlangt von uns, dass wir nicht still stehen.“
S. Victor Aaron schrieb in Something Else!, die Herausforderungen und Belohnungen blieben bis zum Ende bestehen. Shipp habe seine letzten zwölf Titel für Thirsty Ear mit der gleichen Kraft und dem gleichen Engagement wie zu Beginn seiner Karriere geliefert, aber mit dem gesammelten Vertrauen eines etablierten Veteranen. „Ein engagierter Anhänger von Shipp wird über die Elemente seines charakteristischen Stils Bescheid wissen, kann aber nicht vorhersagen, wie Shipp diese Elemente zusammenfügt, und allein deshalb wird Piano Song nicht The Conduct of Jazz, Teil 2 sein.“